# Mouches volantes
Mouches volantes, glaskroppsgrumlingar eller flugseende (på engelska floaters) är en fransk term som kan översättas till "flygande flugor" och beskriver ett fenomen som förekommer i ögonen. "Flugorna" ser inte nödvändigtvis ut som flugor, utan kan också uppfattas som punkter, maskar eller ojämna linjer som flyter i synfältet i synnerhet när man ser mot en ljus bakgrund.
Mouches volantes sitter i glaskroppen och enstaka medfödda grumlingar förekommer normalt utan att det tyder på någon sjukdom. Plötsligt uppkommande eller förvärrade grumlingar, speciellt tillsammans med ljusblixtar, kan dock vara ett symptom på näthinneavlossning och kräver akut sjukvård.

## Fördjupning
Vanligen uppkommer plötsligt förvärrade grumlingar på grund av glaskroppsavlossning som i sig är ett naturligt åldersrelaterat fenomen, glaskroppen släpper då sina tre fästpunkter mot näthinnan och höljet runt glaskroppen upplöses allt mer med tiden. Därför är det inte en oroande situation även om den kan vara mycket störande speciellt de första cirka två månaderna. "Floaters" eller flugor ("amöbor") som simmar omkring i synfältet tenderar alltså att få sina fastare delar upplösta och bli allt mer genomskinliga och mindre störande.
Vid debut av ljusblixtar eller skugga i en del av synfältet är det absolut nödvändigt att bli undersökt av ögonläkare för att utesluta näthinneavlossning. Efter en sådan undersökning där näthinneavlossning uteslutits ska man vara observant på eventuellt ökad frekvens av ljusblixtar eller om skuggat område uppträder då man skyndsamt åter ska kontakta ögonläkare, eventuellt via en akutmottagning.
När glaskroppen är helt avlossad föreligger inte längre någon som helst risk för näthinneskador.
Det är vita blodkroppar som åker omkring i blodkärlen framför näthinnorna. I människans öga så sitter blodkärlen som försörjer näthinnan framför näthinnan. Hjärnan filtrerar dock bort bilden av kärlen, men inte de vita blodkroppar som rör sig i dem. Det är därför man, om man tittar noggrant, kan uppleva att "grumliga prickar" rör sig i takt med att hjärtat pumpar.